# Pristimantis bogotensis
Pristimantis bogotensis é uma espécie de anfíbio  da família Craugastoridae. É endémica da Colômbia. Os seus habitats naturais são: regiões subtropicais ou tropicais húmidas de alta altitude, campos de altitude subtropicais ou tropicais, pastagens, jardins rurais e áreas urbanas.